# Hertelendy Imre
Hertelendi és vindornyalaki Hertelendy Imre (Vindornyalak, 1794. november 4.–Keszthely, 1850. október 27.) Zala vármegye főszolgabírája, táblabíró, földbirtokos.

A hertelendi és vindornyalaki Hertelendy család címere

## Családja és származása
Az ősrégi nemesi hertelendi és vindornyalaki Hertelendy család sarja. Apja Hertelendy György (1764–1831), Zala vármegye alispánja, és szentgyörgyi Horváth Anna (1772–1866) asszony volt. Apai nagyszülei Hertelendy György (1721–1780), a szántói járásának főszolgabírája, földbirtokos, és a nemesi forintosházi Forintos család leszármazottja, forintosházi Forintos Julianna (1725–1782) asszony voltak. Elsőfokú unokatestvére, hertelendi és vindornyalaki Hertelendy Károly (1786–1861) országgyűlési követ, főszolgabíró, Zala vármegye alispánja volt. Hertelendy Imre keresztszülei Oszterhueber Ferenc (1751–1835) Zala vármegye alispánja, földbirtokos, és a második felesége, barkóczi Rosty Katalin (1776–1836) voltak.

## Élete
Hertelendy Imre először bölcsészetet tanult Szombathelyen, majd 1811 és 1813 között a Győri királyi Jogakadémián sikeresen diplomázott le. 1834. május 4.-én Kehidán kelt levelében, a zalavári konvent előtt bevallást tett, amely szerint Mihályfán birtokot vásárolt és, hogy ezt kifizethesse, a felső-kustáni határban Öreg-hegy és Papucs-hegy nevű szőlőhegyi fordulatokban lévő mintegy 17 akó egynéhány icére menő szabott hegyvámot és valamelyes kilencedet, melyeket apja végrendeletében hagyott rá, 2200 rhen frt-ért kehidai Deák Antalnak eladta. Hertelendy Imre földbirtokos volt Vindornyalakon, Pokon, Mihályfán és Karmacson. Jó barátságban állt gróf Festetics Taszilóval (1813–1883) valamint gróf Festetics Györggyel (1815–1883), és sokszor megfordultak egymásnál Keszthelyen és Vindornylakon.
Zala vármegye szolgálatába állt: 1837. szeptember 25.-e és 1844. június 10.-e között a szántói járás főszolgabírója volt.
A könnyelmű életmód és nagy urak barátságának eredménye az lett, hogy vagyona csődbe jutott, úgy hogy 1846. február 23.-án „értékére nézve megbukott” és a zalaegerszegi törvényszék elrendelte javainak összeírását. Az összes érték kitett 152880 ftr 15 kr-t. Hitelezői a Zala-megyei törvényszék előtt 1846. június 02-án tették folyamatba a csődpert. A négy falu határában fekvő ősi birtok így szétesett, szerencse, hogy a vindornyalaki részt a felesége, mihályfait pedig lánya, Hertelendy Antónia Bessenyey Ernőné asszonyság ősiségi jogánál fogva megmentette árát kifizetve. Ennek következménye azonban az lett, hogy a rokonok kívánságára férj és felségnek szakítaniuk kellett egymással. Különválva élt feleségétől: Oszterhuber Magdolna Vindornyalakon, Hertelendy Imre pedig eleinte egy jó barátjánál. Később Keszthelyen telepedett le, ahol még inkább süllyedt és nagy szűkös anyagi viszonyok között tengette életét; Keszthelyen végül 1850. október 27.-én hunyt el.

## Házassága és gyermekei

A nyírlaki Oszterhuber család címere

Hertelendy Imre 1817. március 15.-én Sümegen feleségül vette nyírlaki Oszterhuber Magdolna Katalin (*Sümeg, 1797. január 1.–†Mihályfa, 1883. augusztus 30.) kisasszonyt, akinek a szülei Oszterhueber Mihály (1768-1807), földbirtokos, és forintosházi Forintos Magdolna (1772-1850) voltak; Oszterhueber Mihályné Forintos Magdolna szülei pedig forintosházi Forintos Ádám (1733–1781), a szántói járás főszolgabírája, földbirtokos, és a lovászi és szentmargitai Sümeghy családból való nemes Sümeghy Judit (1746–1801) asszony voltak. Forintos Ádámné Sümeghy Judit szülei Sümeghy József, földbirtokos, és prosznyákfalvi Prosznyák Éva (1725-1779) voltak; az apai nagyszülei nemes Sümeghy Mihály (fl. 1716–1727), Zala vármegye főjegyzője, törökverő vitéz, földbirtokos és a nemesi származású Foky családból való Foky Judit (fl. 1700–1723) asszony voltak. Hertelendy Imréné Oszterhuber Magdolna fivére nyirlaki Tarányi-Oszterhuber József (1792–1869), Zala vármegye alispánja, táblabírája, a "Zalavármegyei Gazdasági Egyesület" alapítóelnöke volt. A házasságból született:
- Hertelendy László György Antal (Vindornyalak, 1817. december 5.– Vindornyalak, 1865. január 10.), szántói alszolgabíró, földbirtokos.[6] Neje: domaniczi Domaniczky Kornélia (Bükkösd, 1834. január 8.–Bécs, 1901. február 16.).[7] Hertelendy László és Domaniczky Kornália egyik unokája: vitéz hertelendi és vindornyalaki Hertelendy József (1889–1933), zalai szolgabíró, megyebizottsági tag, földbirtokos, tartalékos főhadnagy, virilista.[8]
- Hertelendy Franciska Mária Magdolna (Vindornyalak, 1819. január 18.–Vindornyalak, 1820. december 19.)
- Hertelendy Mária Rozália (Vindornyalak, 1822. július 3.–Kilimán,1850. november 21.). Férje: egyházasbüki Dervarics Ákos Kálmán Lajos (Gelse, 1816. június 10.–Kilimán, 1891. március 17.), földbirtokos.
- Hertelendy Antónia Mária (Vindornyalak, 1825. június 16.–Mihályfa, 1874. február 14.). Férje: galánthai Bessenyey Ernő (Balatoncsehi, 1823. május 12.–Mihályfa, 1886. május 27.), a zalaszentgróti kerület országgyűlési képviselője, 1848-as honvédszázados a 47. honvédzászlóaljnál, földbirtokos.